# Eiichi Nagai
Eiichi Nagai (jap. 永井 栄一, Nagai Eiichi; * um 1935) ist ein japanischer Badmintonspieler. 

## Karriere
Eiichi Nagai gewann 1956 seinen ersten nationalen Titel, wobei er im Herrendoppel mit Kanetoshi Kataishi erfolgreich war. Weitere Titelgewinne im Doppel folgten 1957 und 1958. Des Weiteren war er 1957 im Herreneinzel erfolgreich. 1958 und 1964 repräsentierte er sein Land im Thomas Cup. 1964 siegte er bei den Canadian Open.

## Sportliche Erfolge
| Saison | Veranstaltung                | Disziplin    | Platz | Name                              |
| ------ | ---------------------------- | ------------ | ----- | --------------------------------- |
| 1956   | Japan: Einzelmeisterschaften | Herrendoppel | 1     | Kanetoshi Kataishi / Eiichi Nagai |
| 1957   | Japan: Einzelmeisterschaften | Herreneinzel | 1     | Eiichi Nagai                      |
| 1957   | Japan: Einzelmeisterschaften | Herrendoppel | 1     | Eiichi Nagai / Nobuhiro Namiki    |
| 1958   | Japan: Einzelmeisterschaften | Herrendoppel | 1     | Eiichi Nagai / Nobuhiro Namiki    |
| 1964   | Canadian Open                | Herrendoppel | 1     | Eiichi Nagai / Eiichi Sakai       |

## Referenzen
- Japanische Badmintonmeisterschaften 1947-2004 (Memento vom 28. August 2007 im Internet Archive)
- Annual Handbook of the International Badminton Federation, London, 29. Auflage 1971, S. 222–223

| Personendaten    | Personendaten                |
| ---------------- | ---------------------------- |
| NAME             | Nagai, Eiichi                |
| ALTERNATIVNAMEN  | 永井 栄一 (japanisch)        |
| KURZBESCHREIBUNG | japanischer Badmintonspieler |
| GEBURTSDATUM     | um 1935                      |